# Guillermo Torres
Guillermo Torres Cervantes (ur. 19 sierpnia 1986) – meksykański zapaśnik w stylu wolnym. Olimpijczyk z Londynu 2012, gdzie zajął szesnaste miejsce w kategorii 60 kg.
Przegrał w pierwszej walce z Irańczykiem Esmailpurem i odpadł z turnieju.
Zajął 31. miejsce mistrzostw świata w 2011. Zdobył srebrny medal na Igrzyskach Panamerykańskich w 2011 i na mistrzostwach panamerykańskich w 2008 roku.